# 勒洛克勒
勒洛克勒（法語：Le Locle，法語發音：[lə lɔkl]），又译力洛克，是瑞士西部纳沙泰尔州的一座小城，位于汝拉山脉中，人口1万多人（2009年）。力洛克是瑞士一个手表工业制作中心，许多名表品牌如天梭、真利时、雅典手表等都源自于此地。小城的规划和建造也体现了钟表制作的需求。2009年与拉绍德封一起被列为世界文化遗产。

## 友好城市
- 法國 热拉尔梅